# Конрад из Цаберна
Ко́нрад из Ца́берна (нем. Conrad von Zabern, лат. Conradus de Zabernia; умер до 1481 года) — немецкий теоретик музыки и музыкальный педагог. Автор трёх музыкально-теоретических трактатов, два из которых представляют собой ранние инкунабулы.

## Очерк биографии и творчества
Детали биографии Конрада скудны. Происходил, вероятно, из г. Цаберн (ныне Саверн, Франция), служил священником в диоцезе Шпейера, получил степени бакалавра и лиценциата в Гейдельбергском университете в 1428 и 1430 годах соответственно. Сначала приобрёл репутацию богослова и проповедника, которого ценили не только за ораторское мастерство, но и за личное благочестие. Позже путешествовал по Рейнской области, посещал церкви и монастыри, где преподавал теорию музыки и учил «правильному исполнению» церковных распевов.
Хронологически первый труд Конрада — «Новый трактат о музыкальном искусстве» (Novellus musicae artis tractatus, 1460—1470, рукопись) — затрагивает все традиционные темы средневековой музыкальной теории: интервалы, нотацию, деление монохорда, сольмизацию (систему гексахордов и учение о мутации), и наконец, церковные лады. Главные авторитеты Конрада — Гвидо Аретинский (наибольшее количество ссылок), анонимный автор «Диалога о музыке» (около 1000) и Иоанн Коттон. Ссылка на Боэция единична.
Учение о монохорде Конрад специально разработал в более позднем «Сочиненьице о монохорде» (Opusculum de monochordo, написан в 1462—1473, инкунабула опубликована в 1473), где также подробно описал конструкцию инструмента. Принципы постановки певческого голоса были рассмотрены в трактате «О способе правильного распева хорала» (De modo bene cantandi choralem cantum, инкунабула 1474), вскоре переведённом на нововерхненемецкий язык («Lere von Koergesanck», около 1480).
В своих трудах Конрад показал себя как талантливый педагог, страстно преданный делу совершенствования церковного пения. Его трактаты опираются на богатый практический опыт, и он заявлял, что готов отправиться куда угодно, чтобы лично передать свои наставления. Центральное место в дидактике Конрада занимает монохорд, оснащённый клавиатурой, — инструмент, который он рекомендовал как для самообучения точному пению, так и для исправления профессиональных певчих, не желающих принимать наставления учителя.
В небольшом (без деления на главы) трактате De modo bene cantandi Конрад утверждает, что истинное искусство богослужебного пения невозможно без внимания к совершенствованию вокала и к хоровой дисциплине. Автор предлагает шесть основных принципов хорала: распевы должны исполняться (1) concorditer (хорошо выстроенным ансамблем), (2) mensuraliter (равновеликими длительностями и в неизменном темпе), (3) mediocriter («усреднённо», т.е. избегая регистровых крайностей), (4) differentialiter (с установлением темпа в зависимости от того или иного праздника церковного года), (5) devotionaliter («благоговейно», т.е. без приукрашивания) и (6) satis urbaniter («достаточно утончённо», без типичных недостатков исполнения, к которым Конрад относит «гнусавое» пение, взятие дыхания внутри мелизмов, неверные гласные в тексте, фальшь в интонировании интервалов, грубое «эмоциональное» пение). Последний труд Конрада наиболее индивидуален, он не содержит никаких ссылок на предшествующие «авторитеты».
Все труды Конрада из Цаберна издал в 1956 году К.-В. Гюмпель.